# Емар
 Тази статия е за древния град в Сирия.  За селото в Русия вижте Емар (Русия).  
Емар е древен аморейски град в днешна североизточна Сирия, разрушен през 1187 година пр.н.е. Разположен е при големия завой на река Ефрат край град Маскана, на брега на днешния язовир Асад.
През бронзовата епоха градът е важен търговски център в граничната зона между Месопотамия от една страна и Сирия и Мала Азия от друга. При разкопки в Емар са открити голямо количество клинописни таблички, което го нарежда сред най-значимите археологически обекти в Сирия, наред с Угарит, Мари и Ебла. За разлика от повечето подобни текстове, които имат официален характер, откритите в Емар се отнасят главно до частноправни въпроси – сделки с недвижими имоти, брачни договори, завещания, осиновявания.